# Falso Azufre
Falso Azufre – szczyt w Andach. Leży na granicy argentyńsko-chilijskiej. Jest wulkanem, prawdopodobnie uformowanym w epoce holocenu. Data ostatniej erupcji jest nieznana.